# Операција Лукавац ’93
Операција Лукавац '93 је кодно име за акцију Војске Републике Српске у љето 1993. године извршила је Војска Републике Српске, којом је командовао генерал Ратко Младић, против Армије РБиХ током рата у Босни и Херцеговини. Циљ је био да се опколе градови Сарајево и Горажде, али и да се поново заузму градић Трново и простори планина Игман и Бјелашница.

## Увод
Операција Лукавац 93 је био одговор ВРС на муслиманску окупацију Трнова, Рогоја, јужних падина Јахорине и планине Ковач и пресецање комуникација које повезују српску Херцеговину са осталим деловима РС.
Операцијом је командовао директно Главни штаб и његов командант генерал-пуковник Ратко Младић, уз садејство Сарајевско-романијског и Херцеговачког корпуса ВРС, те јединица из цијеле РС. Тачније, ова два корпуса учествовала су са следећим јединицама: 1. Сарајевска механизована бригада, 2. Сарајевска лака пјешадијска бригада, 1. Илиџанска пјешадијска бригада, 1. Игманска пјешадијска бригада, 11. Херцеговачка лака пјешадијска бригада, 18. Херцеговачка лака пјешадијска бригада и 7. Извиђачко-диверзантски одред; уз то, ангажоване су и две елитне јединице Главног штаба, 1. Гардијска бригада и 65. Заштитни пук (ове две јединице су имале заједно 3.000-4.000 војника). Свеукупно, у операцији је учествовало на страни ВРС-а око 10.000 војника. Током 27-28. јула, Гарда Пантери (1. Бијељинска лака пјешадијска бригада) послата је на положаје 1. Гардијске бригаде и 65. Заштитног пука, ради одмора потоњих. На страни АРБиХ учествовале су следеће јединице (целе или у елементима): 4. Моторизована, 8. Брдска, 9. Брдска, 81. Брдска, 82. Брдска, 43. Брдска и 49. Брдска бригада. Све заједно, у почетку операције Лукавац 93 АРБиХ је имао око 10.000 војника.

## Ток операције и последице
Непосредно по отпочињању и успјешном спровођењу офанзивних акција ВРС-а, Главни Штаб АРБиХ шаље као појачање елементе 7. Муслиманске и 17. Крајишке бригаде, уз скуп трупа из читавог Првог корпуса АРБиХ јачине једне бригаде.
Јужно од Сарајева 11. јула 1993. Срби су ослободили Трново, а последњих дана јула и почетком августа 1993. наставили су напредовање на запад и изашли су на Бјелашницу и Игман. Операција Лукавац 93 је завршена потпуном победом ВРС-а. До августа јединице ВРС заузеле су још и превоје Рогој и Гребак, Трескавицу, те делове Игмана и Бјелашнице.
Послије војног успјеха ВРС Сарајево и Храсница нашли су се потпуно окружени, а Алија Изетбеговић је прекинуо преговоре у Женеви и тражио да се Војска РС повуче са Игмана и Бјелашнице. Под притисцима САД и НАТО, који су претили Србима да ће их бомбардовати, а да се преговори у Женеви наставе, ВРС је пристала да се повуче са Игмана и Бјелашнице. Те планине су проглашене за демилитаризовану зону, која није никада заживјела.